# Pierce Silver Arrow
El Pierce Silver Arrow es un prototipo de automóvil  de segmento D, diseñado por James R. Hughes y construido por la empresa estadounidense Pierce-Arrow.  El prototipo fue presentado en el Salón del Automóvil de Nueva York del año 1933 y se construyeron únicamente 5 unidades.

## Características
El vehículo causó una sensación absoluta en la época debido a su diseño futurista. La rueda de repuesto estaba oculta detrás de las ruedas delanteras. Poseía un motor V12 de 7.5 litros y 175 CV de potencia. Alcanzaba una velocidad máxima de 185 km/h. Su precio en el mercado era de 10 000 dólares. Actualmente se conservan tres de los cinco vehículos construidos.
El Pierce Silver Arrow puede observarse y conducirse en el videojuego Mafia: The City of Lost Heaven, donde se le denomina Silver Fletcher (flecha de plata).

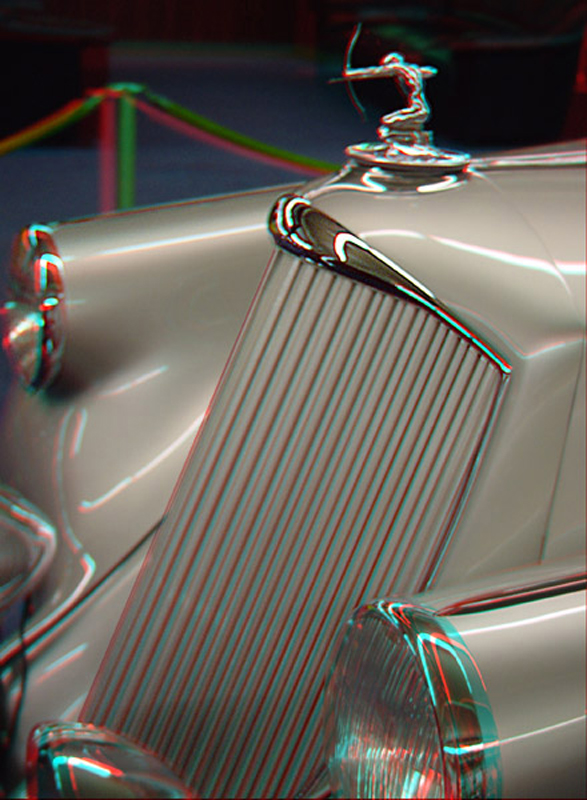
Frontal